# 교보 Sam
교보 Sam은 교보문고의 전자책 서비스이다. 2013년 2월 22일에 서비스를 개시하여 같은해 8월 가입자수 1만 5천명을 끌어모았다. 같은 이름인 sam은 교보문고의 전자책 단말기로 sam 서비스와 함께 대여해 사용할 수 있으며, sam 서비스를 이용하지 않고 일반 전자책 단말기로 사용할 수도 있다. sam은 출시 40일 만에 판매량 1만 3,000대를 돌파했다.

## 기종 정보
Sam은 2012년 9월 대한민국 최초로 출시된 전자책 단말기 크레마 터치와 닮았다. 색상도 검정과 흰색 2종으로 동일하며, 별도로 키보드나 펜은 장착되지 않았다.
- 모델명: EB12
- 제조사: 아이리버
- 출시: 2013.2
- 크기: 115(W)* 167(L)* 9.6(T)mm
- 무게: 202g
- 내부저장매체: 낸드플래시(4GB)
- 외부저장매체: Micro SD(32GB까지 지원)
- 네트워크: Wi-Fi(802.11b/g/n)
- 디스플레이: E-ink Display
- 해상도: 758* 1024 Pixel
- 색상레벨: 16 그레이 스케일
- 배터리: 내장형 리튬 폴리머 배터리(1,700mAh)
- 운영체제: 안드로이드(진저브레드)